# Habackuk
Habackuk är en profet som omnämns i judendomens Neviim ("profeterna") och kristendomens Gamla Testamente. Inom kristendomen är Habackuk del av de så kallade "mindre profeterna", och boken om honom del av "Tolvprofetboken" och utgör ett verk tillsammans med de övriga 11 "mindre profeterna" i Gamla testamentet. Habackuk är en i princip okänd person, ingenting avslöjas om hans bakgrund i texten. Enligt en judisk legend gav Habackuk på Guds befallning Daniel mat medan denne var nere i lejongropen. Även om lite nämns om Habackuk så ges det implicit lite information om hans historiska kontext:
- Den internationella arenan verkar vara instabil. (Hab 1:3, 1:7, 1:17)
- Kaldéerna, alltså Babylonierna nämns (Hab 1:5)

Dessa händelser kan knytas till slutet av 600-talet före Kristus då det nybabyloniska riket var på frammarsch.

## Budskap och teologi
I texten håller Habackuk en dialog med Gud. Han ser ingen mening i det som sker, ännu mindre Guds handlande. Man kan säga att Habackuk uttrycker den allmänmänskliga funderingen kring tillvaron och varför den ser ut som den gör, och var Guds plats i den finns. Gud svarar på detta och säger att det är han som använder de fruktade babylonierna som sitt redskap och tiden måste få ha sin gång. (Hab 1:5ff, 2:4ff). Gud säger att han förvisso använder babylonierna som ett redskap för tillfället, men de är fortfarande skyldiga till en rad synder: allt ifrån avguderi (Hab 2:19) till sociala orättvisor.(Hab 2:9) För denna synd kommer babylonierna, när tiden är inne, att få sitt eget straff.